# Przedstawicielstwo Federalnego MSW CSRS w Warszawie
Przedstawicielstwo Federalnego MSW CSRS w Warszawie, Grupa Operacyjna StB w Warszawie, Rezidentura FMV v Polsku – działająca od początku lat siedemdziesiątych, do 1989 w Polsce, kontrwywiadowcza jednostka operacyjna Federalnego Ministerstwa Spraw Wewnętrznych CSRS.
Przedstawicielstwo pełniło też funkcję łącznikową FMSW CSRS (Ministerstva vnitra – StB) z Ministerstwem Spraw Wewnętrznych PRL.
Formalnie podlegało Zarządowi X FMSW CSRS. Składało się z trzech funkcjonariuszy operacyjnych oraz koordynowało pracę siatki 14 współpracowników.
Działalność rezydentur w państwach członkowskich Układu Warszawskiego regulowała szczegółowa dyrektywa pt. „Statut rezidentur Hlavní správy kontrarozvědky v socialistických zemích” (Statut rezydentur Zarządu Głównego Kontrwywiadu w krajach socjalistycznych), zatwierdzona przez Ministra Spraw Wewnętrznych CSSR Radko Kaska z 16 grudnia 1970.
Przedstawicielstwo w Warszawie m.in. w 1981 koordynowało działania prowadzone w Polsce pod kryptonimem „Sever”, obrony służb bezpieczeństwa państw socjalistycznych przed kontrrewolucją.
Najpierw powołano przedstawicielstwa w ZSRR (w Moskwie, Leningradzie i Kijowie), NRD, Polsce, na Węgrzech i Bułgarii. W 1989 funkcjonowały też w Afganistanie, Etiopii, Iraku, na Kubie, Libii, Nikaragui, Mongolii i Wietnamie.

## Szefowie przedstawicielstwa
- 1969-1973 - mjr./ppłk./płk. Ladislav Hužvík[2][3]
- 1980-1981 - płk. Albin Kožuch
- 1981-1982 - ppłk. Rudolf Knápek[4]
- 1981–1986 - ppłk./płk. dr Miloň Wartalský[2]
- 1986-1990 - ppłk. dr Vladimir Válek

## Siedziba
Mieściło się w budynku Ambasady CSRS w Warszawie przy ul. Koszykowej 18.